# Va dire à l'amour
Chansons représentant Monaco au Concours Eurovision de la chanson
Où sont-elles passées ?
(1964) Bien plus fort
(1966)
Singles de Marjorie Noël
Tu vas partir
(1964) Fais attention
(1965)
Va dire à l'amour est une chanson écrite par Jacques Mareuil, composée par Raymond Bernard et interprétée par Marjorie Noël, sortie en 45 tours en 1965. Elle a été sélectionnée pour représenter Monaco au Concours Eurovision de la chanson 1965 se déroulant à Naples.
La chanson a également été enregistrée par Marjorie Noël dans une version allemande sous le titre Wann kommst du zu mir? (« Quand viens-tu chez moi ? »).

## À l'Eurovision
Elle est intégralement interprétée en français, comme le veut la coutume avant 1966.
Va dire à l'amour est la 9e chanson interprétée lors de la soirée, suivant Als het weer lente is de Lize Marke pour la Belgique et précédant Absent Friend d'Ingvar Wixell pour la Suède,.
À la fin du vote, la chanson termine 9e sur 18 chansons après avoir reçu 7 points des jurys,.

## Liste des titres
| A1. | Va dire à l'amour | Jacques Mareuil        | Raymond Bernard | 2:43 |
| A2. | De trop mentir    | Ralph Bernet           | Guy Magenta     | 2:19 |
| B1. | Non docteur       | Eddy Marnay            | Guy Magenta     | 2:28 |
| B2. | Bonjour mon amour | Jean-Claude Massoulier | André Popp      | 2:29 |

## Historique de sortie
| Pays    | Date | Format                        | Label   |
| ------- | ---- | ----------------------------- | ------- |
| France, | 1965 | 45 tours, super 45 tours (EP) | Barclay |
| Espagne | 1965 | 45 tours                      | Barclay |